# Андреас Браузевайн
Андреас Браузевайн (на немски: Andreas Bausewein) е главен кмет на град Ерфурт и Почетен гражданин на Ловеч.

## Биография
Андреас Браузевайн е роден на 5 май 1973 г. в град Ерфурт, Източна Германия. Учи в Специализирано висше училище „Андреас Гордон“-Ерфурт. Отбива военната си служба в периода 1995 – 1999 г. Продължава обучението си по специалността „Социално дело“. Завършва със степен „Дипломиран социален педагог“. Специализира възпитателни науки в Университета на Ерфурт и получава степен „Дипломиран педагог“. Работи като такъв в курса на място за изтърпяване на наказания „Тонна“ (2002 – 2003).
Квалификационен координатор в „Германски съюз на синдикатите на Тюрингия“. От 2004 г. до 2006 Член на Тюрингския Ландтаг, говорител на ресор „Наука, висши учебни заведения, изследвания, професионално образование и професионални училища“, член на комисията за „Наука, изкуство и медии“ (2004 – 2006).
Главен кмет на Елфурт от 2006 г.
Деен член на Германската социалдемократическа партия. Заместник-председател на провинциалната организация на младите социалисти в Тюрингия (1993-1995) и председател (1994-2004). От 1998 г. до 2008 г. е Заместник-председател на Германската социалдемократическа партия в провинция Тюрингия(1998 – 2008).
Удостоен със званието „Почетен гражданин на Ловеч“ от 25 април 2014 г. за „съществен личен принос за обогатяване, разширяване и затвърждаване на добрите партньорски връзки между Ерфурт и Ловеч“.